# Mimoza
Mimoza (lat. Mimosa) ime je za tropski biljni rod potporodice Mimosoideae s preko 550 raznih vrsta. Mimoza je česta u Americi, a najpoznatija vrsta mimoze je vrsta Mimosa pudica koja potječe iz Brazila.
Ime mimoza označava i biljku Acacia dealbata, ali nije predstavnik ovog roda.

## Vrste
1. Mimosa acantholoba (Humb. & Bonpl. ex Willd.) Poir.
2. Mimosa acapulcensis B.L.Rob.
3. Mimosa accedens Barneby
4. Mimosa acroconica Barneby
5. Mimosa aculeaticarpa Ortega
6. Mimosa acutistipula (Mart.) Benth.
7. Mimosa adamantina Barneby
8. Mimosa adenantheroides (M.Martens & Galeotti) Benth.
9. Mimosa adenocarpa Benth.
10. Mimosa adenophylla Taub.
11. Mimosa adenotricha Benth.
12. Mimosa adpressa Hook. & Arn.
13. Mimosa affinis B.L.Rob.
14. Mimosa aguapeia Barneby
15. Mimosa albida Humb. & Bonpl. ex Willd.
16. Mimosa albolanata Taub.
17. Mimosa alleniana Morong
18. Mimosa altoparanensis Burkart
19. Mimosa amambayensis Hassl.
20. Mimosa amnis-atri Barneby
21. Mimosa amphigena Burkart
22. Mimosa andina Benth.
23. Mimosa andringitrensis R.Vig.
24. Mimosa annularis Spruce ex Benth.
25. Mimosa antioquensis Killip ex Rudd
26. Mimosa antrorsa Benth.
27. Mimosa apleura Urb.
28. Mimosa apodocarpa Benth.
29. Mimosa arenosa (Willd.) Poir.
30. Mimosa argillotropha B.L.Rob.
31. Mimosa artemisiana Heringer & Paula
32. Mimosa arturoana M.Morales & Fortunato
33. Mimosa aspera M.E.Jones
34. Mimosa asperoides Izag. & Beyhaut
35. Mimosa atlantica Barneby
36. Mimosa aureliana Barneby & Fortunato
37. Mimosa auriberbis Barneby
38. Mimosa auriculata Benth.
39. Mimosa aurivillus Mart.
40. Mimosa australis Izag. & Beyhaut
41. Mimosa axillarioides Izag. & Beyhaut
42. Mimosa axillaris Benth.
43. Mimosa bahamensis Benth.
44. Mimosa balansae Micheli
45. Mimosa balduinii Burkart
46. Mimosa barberi Gamble
47. Mimosa barnebiana Fortunato & Tressens
48. Mimosa barrancana Gentry
49. Mimosa barretoi Hoehne
50. Mimosa bathyrrhena Barneby
51. Mimosa benthamii J.F.Macbr.
52. Mimosa berroi Burkart
53. Mimosa bifurca Benth.
54. Mimosa bimucronata (DC.) Kuntze
55. Mimosa bipennatula Barneby
56. Mimosa bispiculata Barneby
57. Mimosa bocainae Barneby
58. Mimosa boliviana Benth.
59. Mimosa bombycina Barneby
60. Mimosa bonplandii Benth.
61. Mimosa borboremae Harms
62. Mimosa borealis A.Gray
63. Mimosa brachycarpa Benth.
64. Mimosa brachycarpoides Barneby
65. Mimosa brachystachya Taub.
66. Mimosa bracteolaris Benth.
67. Mimosa brandegeei B.L.Rob.
68. Mimosa brevipes Benth.
69. Mimosa brevipetiolata Burkart
70. Mimosa brevipinna Benth.
71. Mimosa brevispicata Britton
72. Mimosa burchellii Benth.
73. Mimosa burkartii Marchesi
74. Mimosa busseana Harms
75. Mimosa caaguazuensis Barneby
76. Mimosa caccavariana Santos-Silva & A.M.G.Azevedo
77. Mimosa caduca (Humb. & Bonpl. ex Willd.) Poir.
78. Mimosa caerulea Rose
79. Mimosa caesalpiniifolia Benth.
80. Mimosa cainguensis Burkart
81. Mimosa calcicola B.L.Rob.
82. Mimosa caliciadenia Barneby
83. Mimosa calliandroides Hoehne
84. Mimosa callidryas Barneby
85. Mimosa callithrix Malme
86. Mimosa calocephala Mart.
87. Mimosa calodendron Mart. ex Benth.
88. Mimosa campicola Harms
89. Mimosa camporum Benth.
90. Mimosa canahuensis Standl. & Steyerm.
91. Mimosa canastrensis V.F.Dutra & F.C.P.García
92. Mimosa candelabrum Hassl.
93. Mimosa candollei R.Grether
94. Mimosa capito Barneby
95. Mimosa capuronii Villiers
96. Mimosa carvalhoi Barneby
97. Mimosa casta L.
98. Mimosa castanoclada Barneby & Fortunato
99. Mimosa catharinensis Burkart
100. Mimosa centurionis Barneby
101. Mimosa ceratonia L.
102. Mimosa chacoensis Barneby & Fortunato
103. Mimosa chaetocarpa Brandegee
104. Mimosa chaetosphaera Barneby
105. Mimosa chartostegia Barneby
106. Mimosa chelata Izag. & Beyhaut
107. Mimosa chiliomera Barneby
108. Mimosa chiquitaniensis Atahuachi & C.E.Hughes
109. Mimosa chochisensis Atahuachi & C.E.Hughes
110. Mimosa chodatii Hassl.
111. Mimosa chrysastra Mart. ex Benth.
112. Mimosa chrysothrix V.F.Dutra & F.C.P.García
113. Mimosa cisparanensis Barneby
114. Mimosa claussenii Benth.
115. Mimosa coelocarpa B.L.Rob.
116. Mimosa colombiana Britton & Killip
117. Mimosa congestifolia Burkart
118. Mimosa coniflora Burkart
119. Mimosa cordistipula Benth.
120. Mimosa cordobensis Ariza
121. Mimosa coruscocaesia Barneby
122. Mimosa corynadenia Britton & Rose
123. Mimosa costenya McVaugh
124. Mimosa craspedisetosa Fortunato & Palese
125. Mimosa cruenta Benth.
126. Mimosa crumenarioides L.P.Queiroz & G.P.Lewis
127. Mimosa cryptogloea Barneby
128. Mimosa cryptothamnos Barneby
129. Mimosa ctenodes Barneby
130. Mimosa cubatanensis Hoehne
131. Mimosa cuiabensis L.Rico & R.Grether
132. Mimosa custodis Barneby
133. Mimosa cuzcoana J.F.Macbr.
134. Mimosa cyclophylla Taub.
135. Mimosa cylindracea Benth.
136. Mimosa daleoides Benth.
137. Mimosa dalyi Barneby
138. Mimosa dasilvae A.S.L.Silva & Secco
139. Mimosa dasyphylla Baker
140. Mimosa deamii B.L.Rob.
141. Mimosa debilis Humb. & Bonpl. ex Willd.
142. Mimosa deceptrix Barneby
143. Mimosa decorticans Barneby
144. Mimosa decumbens V.F.Dutra & F.C.P.García
145. Mimosa delicatula Baill. ex Drake
146. Mimosa demissa Barneby
147. Mimosa densa Benth.
148. Mimosa depauperata Benth.
149. Mimosa detinens Benth.
150. Mimosa dicerastes Barneby
151. Mimosa dichroa Barneby
152. Mimosa diffusa Benth.
153. Mimosa digitata Benth.
154. Mimosa diminuta Marc.F.Simon & C.E.Hughes
155. Mimosa diplacantha Benth.
156. Mimosa diplotricha C.Wright
157. Mimosa discobola Barneby
158. Mimosa disperma Barneby
159. Mimosa distachya Cav.
160. Mimosa distans Benth.
161. Mimosa diversifolia Micheli
162. Mimosa diversipila M.Micheli
163. Mimosa dolens Vell.
164. Mimosa dominarum Barneby
165. Mimosa domingensis (Bertero ex DC.) Benth.
166. Mimosa dormiens Humb. & Bonpl. ex Willd.
167. Mimosa dryandroides Taub.
168. Mimosa dumetaria Villiers
169. Mimosa dupuyana M.Morales & Fortunato
170. Mimosa dutrae Malme
171. Mimosa dysocarpa Benth.
172. Mimosa echinocaula Benth.
173. Mimosa egregia Sandwith
174. Mimosa ekmanii Urb.
175. Mimosa elliptica Benth.
176. Mimosa emoryana Benth.
177. Mimosa ephedroides (Gillies ex Hook.) Benth.
178. Mimosa epitropica Barneby & León de la Luz
179. Mimosa equisetum Barneby
180. Mimosa eriocarpa Benth.
181. Mimosa eriorrhachis Barneby
182. Mimosa ernestii Harms
183. Mimosa ervendbergii A.Gray
184. Mimosa eurystegia Barneby ex M.Morales, Ribas & Santos-Silva
185. Mimosa exalbescens Barneby
186. Mimosa excedentis Izag. & Beyhaut
187. Mimosa extensa Benth.
188. Mimosa extranea Benth.
189. Mimosa fachinalensis Burkart
190. Mimosa fagaracantha Griseb.
191. Mimosa falcipinna Benth.
192. Mimosa falconis Barneby
193. Mimosa farinosa Griseb.
194. Mimosa fernandez-casasii Barneby & Fortunato
195. Mimosa ferricola R.R.Silva & A.M.G.Azevedo
196. Mimosa ferrisiae Britton & Rose
197. Mimosa fiebrigii Hassl.
198. Mimosa filipes Mart.
199. Mimosa filipetiola Burkart
200. Mimosa flabellifolia Barneby
201. Mimosa flagellaris Benth.
202. Mimosa flavocaesia Barneby
203. Mimosa flocculosa Burkart
204. Mimosa floridana (Chapm.) Weakley & Flores-Cruz
205. Mimosa foliolosa Benth.
206. Mimosa foreroana Santos-Silva & A.M.G.Azevedo
207. Mimosa furfuracea Benth.
208. Mimosa galeottii Benth.
209. Mimosa gardneri Benth.
210. Mimosa gatesiae Barneby
211. Mimosa gemmulata Barneby
212. Mimosa gentryi Barneby
213. Mimosa glabra Benth.
214. Mimosa glanduliseta Burkart
215. Mimosa glaucula Barneby
216. Mimosa glaziovii Benth.
217. Mimosa glutinosa Malme
218. Mimosa glycyrrhizoides Barneby
219. Mimosa goldmanii B.L.Rob.
220. Mimosa gracilis Benth.
221. Mimosa grahamii A.Gray
222. Mimosa grandidieri Baill.
223. Mimosa granitica (Barneby) L.M.Borges
224. Mimosa guanchezii Barneby
225. Mimosa guaranitica Chodat & Hassl.
226. Mimosa guatemalensis (Hook. & Arn.) Benth.
227. Mimosa guaviarensis Barneby
228. Mimosa guilandinae (DC.) Barneby
229. Mimosa guirocobensis Gentry
230. Mimosa gymnas Barneby
231. Mimosa haavoa Villiers
232. Mimosa hafomantsina Villiers
233. Mimosa hamata Willd.
234. Mimosa hapaloclada Malme
235. Mimosa hatschbachii Barneby
236. Mimosa hebecarpa Benth.
237. Mimosa heringeri Barneby
238. Mimosa hexandra Micheli
239. Mimosa hilariana Barneby
240. Mimosa hildebrandtii Drake
241. Mimosa hirsuticaulis Harms
242. Mimosa hirsutissima Mart.
243. Mimosa hondurana Britton
244. Mimosa honesta Mart.
245. Mimosa hortensis Barneby
246. Mimosa huanchacae Barneby
247. Mimosa huberi Barneby
248. Mimosa humifusa Benth.
249. Mimosa humivagans Barneby
250. Mimosa hypnodes Barneby
251. Mimosa hypoglauca Mart.
252. Mimosa hystricina (Small ex Britton & Rose) B.L.Turner
253. Mimosa ikondensis Villiers
254. Mimosa implexa Benth.
255. Mimosa inamoena Benth.
256. Mimosa incana Benth.
257. Mimosa incarum Barneby
258. Mimosa insidiosa Mart.
259. Mimosa insignis (Hassl.) Barneby
260. Mimosa interrupta Benth.
261. Mimosa intricata Benth.
262. Mimosa invisa Mart. ex Colla
263. Mimosa involucrata Benth.
264. Mimosa ionema B.L.Rob.
265. Mimosa iperoensis Hoehne
266. Mimosa irrigua Barneby
267. Mimosa irwinii Barneby
268. Mimosa itatiaiensis Dusén
269. Mimosa jacobita Barneby
270. Mimosa jaenensis Särkinen, Marcelo-Peña & C.E.Hughes
271. Mimosa josephina Barneby
272. Mimosa kalunga Marc.F.Simon & C.E.Hughes
273. Mimosa kermesina A.Dietr.
274. Mimosa kitrokala Villiers
275. Mimosa kuhlmannii Hoehne
276. Mimosa kuhnisteroides Barneby
277. Mimosa lacerata Rose
278. Mimosa lactiflua Delile ex Benth.
279. Mimosa lamolina C.E.Hughes & G.P.Lewis
280. Mimosa lanata Benth.
281. Mimosa laniceps Barneby
282. Mimosa lanuginosa Glaz. ex Burkart
283. Mimosa lasiocephala Benth.
284. Mimosa laticifera Rizzini & N.F.Mattos
285. Mimosa latispinosa Lam.
286. Mimosa lawranceana Britton & Killip
287. Mimosa leimonias Barneby & Fortunato
288. Mimosa leiocephala Benth.
289. Mimosa lemniscata Barneby
290. Mimosa leonardii Britton & Rose
291. Mimosa lepidophora Rizzini
292. Mimosa lepidorepens Burkart
293. Mimosa lepidota Herzog
294. Mimosa leprosa (Bong. ex Benth.) J.F.Macbr.
295. Mimosa leptantha Benth.
296. Mimosa leptocarpa Rose
297. Mimosa leptorhachis Benth.
298. Mimosa leucaenoides Benth.
299. Mimosa levenensis Drake
300. Mimosa lewisii Barneby
301. Mimosa lingvatouana (Baill.) Villiers
302. Mimosa lithoreas Barneby
303. Mimosa longepedunculata Taub.
304. Mimosa longipes Benth.
305. Mimosa longiracemosa (Burkart) Barneby
306. Mimosa longistipula V.F.Dutra & F.C.P.García
307. Mimosa loxensis Barneby
308. Mimosa luciana Barneby
309. Mimosa luisana Brandegee
310. Mimosa lundiana Benth.
311. Mimosa lupinoides Chodat & Hassl.
312. Mimosa macedoana Burkart
313. Mimosa macrocalyx Micheli
314. Mimosa macrocephala Benth.
315. Mimosa macropogon Barneby
316. Mimosa magentea Izag. & Beyhaut
317. Mimosa maguirei Barneby
318. Mimosa mahilakensis Villiers
319. Mimosa mainaea Villiers
320. Mimosa malacophylla A.Gray
321. Mimosa manidea Barneby
322. Mimosa manomboensis G.Lefèvre & Labat
323. Mimosa maracayuensis Chodat & Hassl.
324. Mimosa margaritae Rose
325. Mimosa martin-delcampoi Medrano
326. Mimosa medioxima Barneby
327. Mimosa melanocarpa Benth.
328. Mimosa mellii Britton & Rose
329. Mimosa menabeensis R.Vig.
330. Mimosa mensicola Barneby
331. Mimosa microcarpa Benth.
332. Mimosa microcephala Humb. & Bonpl. ex Willd.
333. Mimosa micropteris Benth.
334. Mimosa millefoliata Scheele
335. Mimosa minarum Barneby
336. Mimosa minutifolia B.L.Rob. & Greenm.
337. Mimosa miranda Barneby
338. Mimosa misera Benth.
339. Mimosa mitzi V.F.Dutra & F.C.P.García
340. Mimosa modesta Mart.
341. Mimosa mollis Benth.
342. Mimosa monacensis Barneby
343. Mimosa monancistra Benth.
344. Mimosa moniliformis (Britton & Rose) R.Grether & Barneby
345. Mimosa montana Kunth
346. Mimosa monticola Dusén
347. Mimosa montis-carasae Barneby
348. Mimosa morongii Britton
349. Mimosa morroensis Barneby
350. Mimosa mossarnbicensis Brenan
351. Mimosa multiceps Barneby
352. Mimosa multiplex Benth.
353. Mimosa murex Barneby
354. Mimosa myriacantha Baker
355. Mimosa myriadenia (Benth.) Benth.
356. Mimosa myriocephala Baker
357. Mimosa myrioglandulosa V.F.Dutra & F.C.P.García
358. Mimosa myriophylla Bong. ex Benth.
359. Mimosa myuros Barneby
360. Mimosa nanchititlana R.Grether & Barneby
361. Mimosa neonitens L.M.Borges
362. Mimosa neptunioides Harms
363. Mimosa niederleinii Burkart
364. Mimosa niomarlei Afr.Fern.
365. Mimosa nitens Benth.
366. Mimosa nitidula Barneby
367. Mimosa nossibiensis Benth.
368. Mimosa nothacacia Barneby
369. Mimosa nothopteris Barneby
370. Mimosa nycteridis Barneby
371. Mimosa oblonga Benth.
372. Mimosa obstrigosa Burkart
373. Mimosa occidentalis Britton & Rose
374. Mimosa oedoclada Barneby
375. Mimosa oligophylla Micheli
376. Mimosa oligosperma Barneby
377. Mimosa onilahensis R.Vig.
378. Mimosa ophthalmocentra Mart. ex Benth.
379. Mimosa orbignyana Barneby
380. Mimosa orinocoensis Barneby
381. Mimosa orthacantha Benth.
382. Mimosa orthocarpa Spruce ex Benth.
383. Mimosa osmarii Jordão, M.P.Morim, Baumgratz & Marc.F.Simon
384. Mimosa ostenii Speg. ex Burkart
385. Mimosa ourobrancoensis Burkart
386. Mimosa pabstiana Barneby
387. Mimosa pachycarpoides Malme
388. Mimosa palmeri Rose
389. Mimosa palmetorum Barneby
390. Mimosa paludosa Benth.
391. Mimosa papposa Benth.
392. Mimosa paraguariae Micheli
393. Mimosa paraibana Barneby
394. Mimosa paranapiacabae Barneby
395. Mimosa parviceps Barneby
396. Mimosa parvifoliolata Alain
397. Mimosa parvipinna Benth.
398. Mimosa paucifolia Benth.
399. Mimosa pauli Barneby
400. Mimosa paupera Benth.
401. Mimosa pauperoides (Burkart) Fortunato
402. Mimosa pectinatipinna Burkart
403. Mimosa pedersenii Barneby
404. Mimosa peduncularis Bong. ex Benth.
405. Mimosa pedunculosa Micheli
406. Mimosa pellita Humb. & Bonpl. ex Willd.
407. Mimosa per-dusenii Burkart
408. Mimosa perplicata L.M.Borges
409. Mimosa petiolaris Benth.
410. Mimosa petraea Chodat & Hassl.
411. Mimosa phyllodinea Benth.
412. Mimosa pigra L.
413. Mimosa pilulifera Benth.
414. Mimosa pinetorum Standl.
415. Mimosa piptoptera Barneby
416. Mimosa piresii Barneby
417. Mimosa piscatorum Barneby
418. Mimosa pithecolobioides Benth.
419. Mimosa planitiei Villiers
420. Mimosa platycarpa Benth.
421. Mimosa platyphylla Benth.
422. Mimosa plumosa Micheli
423. Mimosa poculata Barneby
424. Mimosa pogocephala Benth.
425. Mimosa pogonoclada Benth.
426. Mimosa polyancistra Benth.
427. Mimosa polyantha Benth.
428. Mimosa polyanthoides B.L.Rob.
429. Mimosa polycarpa Kunth
430. Mimosa polycephala Benth.
431. Mimosa polydactyla Humb. & Bonpl. ex Willd.
432. Mimosa polydidyma Barneby
433. Mimosa porrecta Jordão, M.P.Lima & Baumgratz
434. Mimosa prainiana Gamble
435. Mimosa pratincola Barneby
436. Mimosa pringlei S.Watson
437. Mimosa prionopus Barneby
438. Mimosa procurrens Benth.
439. Mimosa prorepens Barneby
440. Mimosa pseudocallosa Burkart
441. Mimosa pseudofoliolosa Barneby
442. Mimosa pseudolepidota (Burkart) Barneby
443. Mimosa pseudopetiolaris Barneby
444. Mimosa pseudoradula Glaz. ex Barneby
445. Mimosa pseudosepiaria Harms
446. Mimosa pseudotrachycarpa Barneby
447. Mimosa psilocarpa B.L.Rob.
448. Mimosa psittacina Barneby
449. Mimosa psoralea Benth.
450. Mimosa pteridifolia Benth.
451. Mimosa puberula Benth.
452. Mimosa pudica L.
453. Mimosa pumilio Barneby
454. Mimosa purpusii Brandegee
455. Mimosa pusilliceps Barneby
456. Mimosa pycnocoma Benth.
457. Mimosa pyrenea Taub.
458. Mimosa quadrivalvis L.
459. Mimosa quitensis Benth.
460. Mimosa radula Benth.
461. Mimosa ramboi Burkart
462. Mimosa ramentacea Burkart
463. Mimosa ramosissima Benth.
464. Mimosa ramulosa Benth.
465. Mimosa rastrera Atahuachi & C.E.Hughes
466. Mimosa rava Barneby
467. Mimosa reduviosa Barneby
468. Mimosa regina Barneby
469. Mimosa regnellii Benth.
470. Mimosa reptans Benth.
471. Mimosa revoluta Benth.
472. Mimosa rheiptera Barneby
473. Mimosa rhodocarpa (Britton & Rose) R.Grether
474. Mimosa rhododactyla B.L.Rob.
475. Mimosa rhodostegia Barneby
476. Mimosa riedelii Benth.
477. Mimosa riverensis Izag. & Beyhaut
478. Mimosa robusta R.Grether
479. Mimosa rocae Lorentz & Niederl.
480. Mimosa rojasii Hassl.
481. Mimosa rokatavensis Villiers
482. Mimosa rondoniana Hoehne
483. Mimosa rosei B.L.Rob.
484. Mimosa roseoalba Sav.-Cout. & G.P.Lewis
485. Mimosa rubicaulis Lam.
486. Mimosa rubra V.F.Dutra & F.C.P.García
487. Mimosa rufescens Benth.
488. Mimosa rufipila Benth.
489. Mimosa rupestris Benth.
490. Mimosa rupigena (Barneby) L.M.Borges
491. Mimosa rusbyana Barneby & Fortunato
492. Mimosa sanguinolenta Barneby
493. Mimosa savokaea Villiers
494. Mimosa scaberrima Hoehne
495. Mimosa scabrella Benth.
496. Mimosa sceptrum Barneby
497. Mimosa schleidenii Herter
498. Mimosa schomburgkii Benth.
499. Mimosa schrankioides Benth.
500. Mimosa selloi Benth.
501. Mimosa sensibilis Griseb.
502. Mimosa sensitiva L.
503. Mimosa sericantha Benth.
504. Mimosa serpensetosa L.M.Borges
505. Mimosa serra Burkart
506. Mimosa setifera Pilg.
507. Mimosa setistipula Benth.
508. Mimosa setosa Benth.
509. Mimosa setosissima Taub.
510. Mimosa setuligera Harms
511. Mimosa setuliseta Villarreal
512. Mimosa sicyocarpa B.L.Rob.
513. Mimosa similis Britton & Rose
514. Mimosa simplicissima Barneby
515. Mimosa sinaloensis Britton & Rose
516. Mimosa skinneri Benth.
517. Mimosa sobralii Grings & Ribas
518. Mimosa somnambulans Barneby
519. Mimosa somnians Humb. & Bonpl. ex Willd.
520. Mimosa sotoi R.Grether & V.W.Steinm.
521. Mimosa sousae R.Grether
522. Mimosa sparsa Benth.
523. Mimosa sparsiformis Barneby
524. Mimosa speciosissima Taub.
525. Mimosa spirocarpa Rose
526. Mimosa spixiana Barneby
527. Mimosa splendida Barneby
528. Mimosa sprengelii DC.
529. Mimosa strigillosa Torr. & A.Gray
530. Mimosa strobiliflora Burkart
531. Mimosa struthionoptera Barneby
532. Mimosa stylosa Barneby
533. Mimosa subenervis Benth.
534. Mimosa suberosa Atahuachi & C.E.Hughes
535. Mimosa subinermis Benth.
536. Mimosa subsericea Benth.
537. Mimosa suburbana Barneby
538. Mimosa suffruticosa (Vatke) Drake
539. Mimosa supravisa Barneby
540. Mimosa surumuensis Harms
541. Mimosa taimbensis Burkart
542. Mimosa tanalarum R.Vig.
543. Mimosa tandilensis Speg.
544. Mimosa tarda Barneby
545. Mimosa tejupilcana R.Grether & Mart.-Bern.
546. Mimosa teledactyla Donn.Sm.
547. Mimosa tenuiflora (Willd.) Poir.
548. Mimosa tenuipendula Burkart
549. Mimosa tequilana S.Watson
550. Mimosa terribilis Marchiori & Sobral ex Schmidt Silveira & Miotto
551. Mimosa texana (A.Gray) Small
552. Mimosa thermarum Barneby
553. Mimosa thomista Barneby
554. Mimosa tobatiensis Barneby & Fortunato
555. Mimosa tocantina Taub.
556. Mimosa torresiae R.Grether
557. Mimosa townsendii Barneby
558. Mimosa trachycarpa Benth.
559. Mimosa trianae Benth.
560. Mimosa tricephala Schltdl. & Cham.
561. Mimosa trichocephala Benth.
562. Mimosa trinerva V.F.Dutra & F.C.P.García
563. Mimosa troncosoae Fortunato & Barneby
564. Mimosa tucumensis Barneby ex Ribas, M.Morales & Santos-Silva
565. Mimosa turneri Barneby
566. Mimosa tweedieana Barneby ex Glazier & Mackinder
567. Mimosa ulbrichiana Harms
568. Mimosa ulei Taub.
569. Mimosa uliginosa Chodat & Hassl.
570. Mimosa uniceps Barneby
571. Mimosa uninervis (Chodat & Hassl.) Hassl.
572. Mimosa unipinnata B.D.Parfitt & Pinkava
573. Mimosa uraguensis Hook. & Arn.
574. Mimosa urandiensis Santos-Silva, Marc.F.Simon & A.M.G.Azevedo
575. Mimosa urbica (Barneby) Marc.F.Simon
576. Mimosa uribeana Barneby
577. Mimosa ursina Mart.
578. Mimosa urticaria Barneby
579. Mimosa velloziana Mart.
580. Mimosa venatorum Barneby
581. Mimosa verecunda Benth.
582. Mimosa vernicosa Bong. ex Benth.
583. Mimosa verrucosa Benth.
584. Mimosa vestita Benth.
585. Mimosa vexans Barneby
586. Mimosa vilersii Drake
587. Mimosa viperina Marc.F.Simon & C.E.Hughes
588. Mimosa virgula Barneby
589. Mimosa viva L.
590. Mimosa volubilis Villiers
591. Mimosa waterlotii R.Vig.
592. Mimosa watsonii B.L.Rob.
593. Mimosa weberbaueri Harms
594. Mimosa weddelliana Benth.
595. Mimosa widgrenii Harms
596. Mimosa williamsii Rusby
597. Mimosa woodii Atahuachi & C.E.Hughes
598. Mimosa wootonii Standl.
599. Mimosa xanthocentra Mart.
600. Mimosa xavantinae Barneby
601. Mimosa xiquexiquensis Barneby
602. Mimosa xochipalensis R.Grether
603. Mimosa zimapanensis Britton
604. Mimosa zygophylla Benth.

## Vanjske poveznice
|  | Zajednički poslužitelj ima stranicu o temi Mimoza    |
|  | Zajednički poslužitelj ima još gradiva o temi Mimoza |
|  | Wikivrste imaju podatke o taksonu Mimosa             |